# Старый Израиль
Ста́рый Изра́иль — ортодоксальная группа духовных христиан, возникшая в начале XIX века, ведущая своё происхождение от поздних хлыстов и постников.

## История
Группа возникла в 1830-е годы. Первым её руководителем стал Катасонов Перфил (Парфентий) Петрович. Эти люди видели себя «избранным народом», желавшим построить Царство Бога на Земле. Главным отличием от канонического хлыстовства стало принятие института брака. Также были существенно смягчены постнические запреты на пищу, очень распространённые у хлыстов. Наибольшее число членов «староизраильтян» насчитывалось в конце 1880-х — около 500 тысяч человек.
Впоследствии, после смерти основателя, о котором они говорили, что он последнее воплощение Христа, группа несколько раз дробилась, наибольшую известность получила часть, отколовшаяся в конце XIX века и взявшая название Новый Израиль. В 1906 году в Таганроге состоялась попытка соединить оба объединения, однако она успехом не увенчалась.